# Каарлонен, Маркус
Маркус «Капитан» Каарлонен (фин. Markus "Kapu" Kaarlonen, 16 ноября 1973) — финский музыкант, продюсер, а также клавишник финской рок-группы «Poets of the Fall». Свою первую славу Маркус получил в начале 90-х благодаря своим композициям, написанным в формате MOD на компьютере Amiga. Первым коммерческим альбомом стал "Dawn" датской группы «Dance Nation», выпущенный в 1994 году. После этого последовал умеренный успех с финской группой «Aikakone».